# Methode Raad
De methode Raad is een manier om de waarde van een boom te berekenen, om zo eventuele schade bij een veroorzaker te kunnen claimen.
De methode is in 1972 geïntroduceerd door ir. Raad. De berekening is gebaseerd op de stamdiameter (volume/dikte) van de boom, vermenigvuldigd met een eenheidsprijs afgeleid van plant- en beheerkosten. Deze basiswaarde wordt gecorrigeerd met factoren als conditie, standplaats en plantwijze, zodat ook de maatschappelijke en landschappelijke waarde meeweegt. Zo zal een boom die in een laan of bomenrij staat een hogere waarde krijgen dan een vergelijkbare boom in een bos.
De methode Raad en de verbeterde methode Raad uit 1985 waren tot 2005 de basis van de richtlijnen van de Nederlandse Vereniging van Boomtaxateurs. In 2005 is de methode vanwege ontwikkelingen in de jurisprudentie verlaten. Ze werd vervangen door nieuwe richtlijnen die zijn gebaseerd op de Duitse methode Koch.